# Capra aegagrus
Chèvre sauvage, Chèvre à bézoard, Chèvre égagre
Espèce
Statut de conservation UICN

 NT  : Quasi menacé
Capra aegagrus, la Chèvre sauvage, Chèvre à bézoard ou Chèvre égagre, est une espèce de mammifères ruminants de la famille des Bovidés, qui habite les forêts, les broussailles et les zones rocheuses allant de la Turquie et du Caucase à l'Ouest au Turkménistan, à l'Afghanistan et au Pakistan de l'Est. Elle a été répertoriée comme espèce quasi menacée sur la Liste rouge de l'UICN, menacée par la destruction et la dégradation de son habitat. C'est l'ancêtre de la Chèvre domestique (Capra hircus).

## Liste des sous-espèces
Les sous-espèces suivantes lui sont rattachées[réf. nécessaire] :
- Capra aegagrus aegagrus Erxleben, 1777
- Capra aegagrus creticus Schinz, 1838 — Chèvre sauvage crétoise
- Capra aegagrus hircus Linnaeus, 1758 — Chèvre domestique
- Capra aegagrus blythi (en) — Bouquetin du Sind

## Taxonomie
Capra aegagrus est le nom scientifique proposé par Johann Christian Polycarp Erxleben en 1777 pour les populations de chèvres sauvages du Caucase et des montagnes du Taurus. Le nom Capra blythi proposé par Allan Octavian Hume en 1874 se rapporte à des cornes de chèvre sauvage du Sind.
Dans la version de 2005 (plus mise à jour depuis) de Mammal Species of the World (version 3, 2005)  (16 juillet 2023), suivie par ITIS (16 juillet 2023), Catalogue of Life (16 juillet 2023) et GBIF (16 juillet 2023), Capra aegagrus Erxleben, 1777 est synonyme du nom valide Capra hircus aegagrus Erxleben, 1777.
L'espèce porte en français les noms de « Chèvre sauvage », « Chèvre à bézoard » ou « Chèvre égagre ».

## Distribution

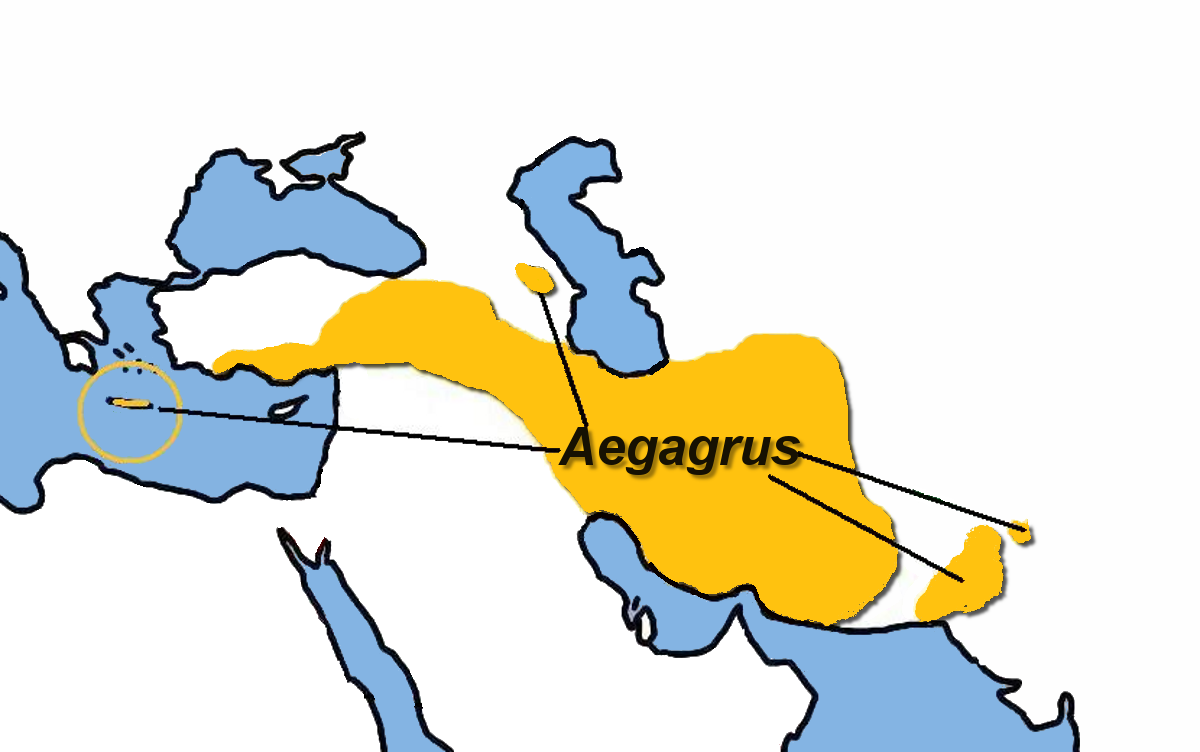
Habitat actuel de l'espèce sauvage.

D'Est en Ouest, les formes sauvages se trouvent en Afghanistan, dans le sud du Pakistan, à travers tout l'Iran, dans le Turkménistan occidental, dans le nord de l'Irak, dans le Caucase (Arménie, Azerbaïdjan, nord de la Géorgie, et sud de la Russie), dans le sud et l'est de la Turquie et en Crète.
Les formes domestiques (autrefois, et parfois encore, dénommées Capra hircus) se trouvent sur tous les continents, sauf en Antarctique.
En Turquie, la chèvre sauvage est présente dans les régions proches de la mer Égée, de la Méditerranée, de la mer Noire, au sud-est et à l'est de l'Anatolie jusqu'à 4 500 m, dans les montagnes du Taurus et dans l'Anti-Taurus.
Dans le Caucase, elle habite les forêts de montagne dans les bassins fluviaux d'Andi Koysu et de ses affluents au Daghestan, en Tchétchénie et en Géorgie jusqu'à 2 700 m.
En Arménie, des chèvres sauvages ont été enregistrées dans les montagnes de Zangezur, dans la réserve d'État de Khosrov et dans les hautes terres de la province de Syunik lors d'enquêtes sur le terrain de 2006 à 2007. En Azerbaïdjan, elles sont présentes dans le parc national d'Ordubad, dans les régions montagneuses de Daralayaz et de Murovdag dans la République autonome de Nakhitchevan. Dans la zone protégée de Haftad Gholleh en Iran, elles vivent principalement dans des zones orientées à l'ouest avec des substrats rocheux, ayant des sources d'eau et des pentes abruptes éloignées des routes. Au Turkménistan, elles habitent les chaînes de montagnes d'Uly Balkan et de Kopet Dag. Au Pakistan, des troupeaux de chèvres sauvages se trouvent dans le parc national de Kirthar.

## Galerie

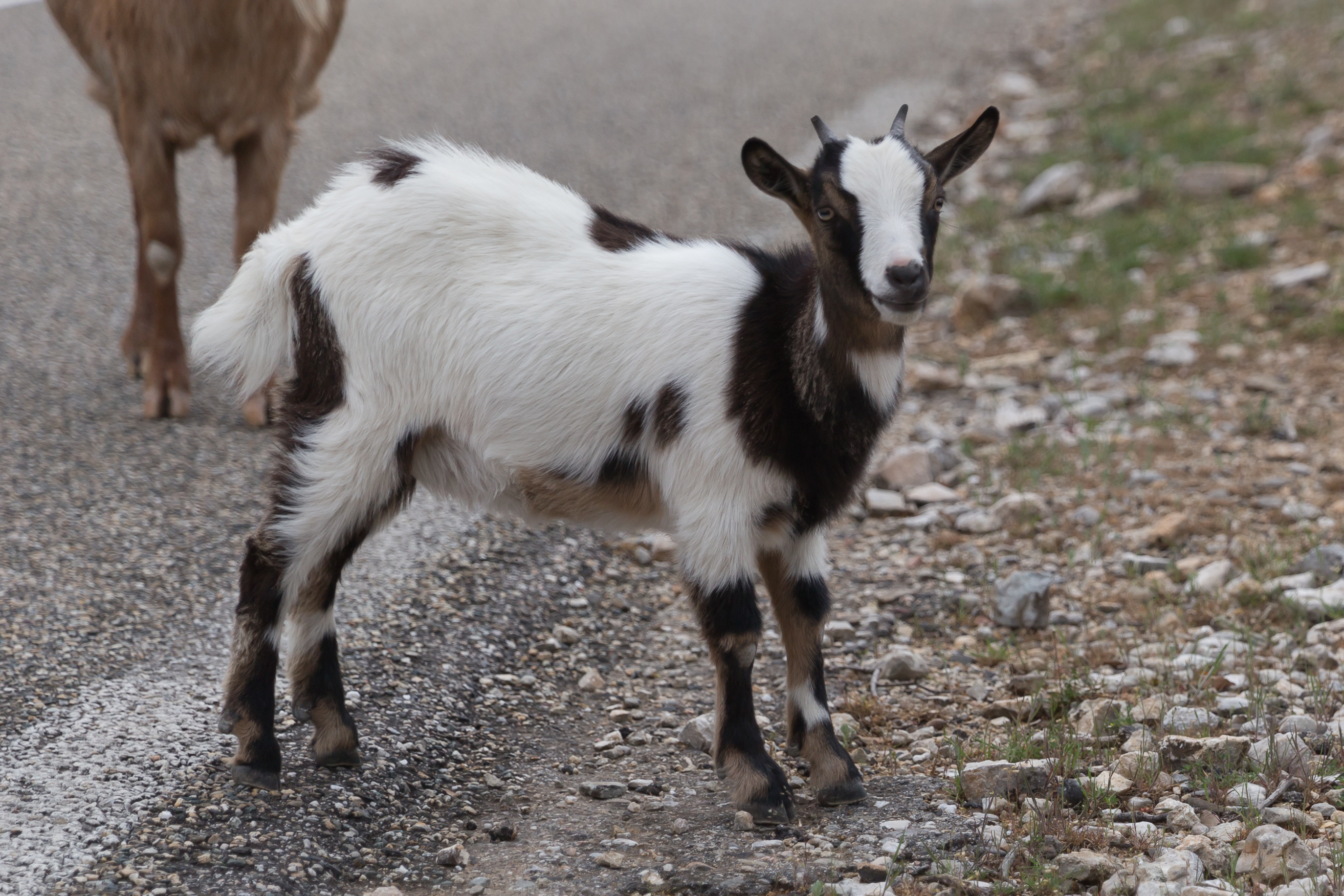
Capra aegagrus hircus, croisée au détour d'une route d'Ardèche.
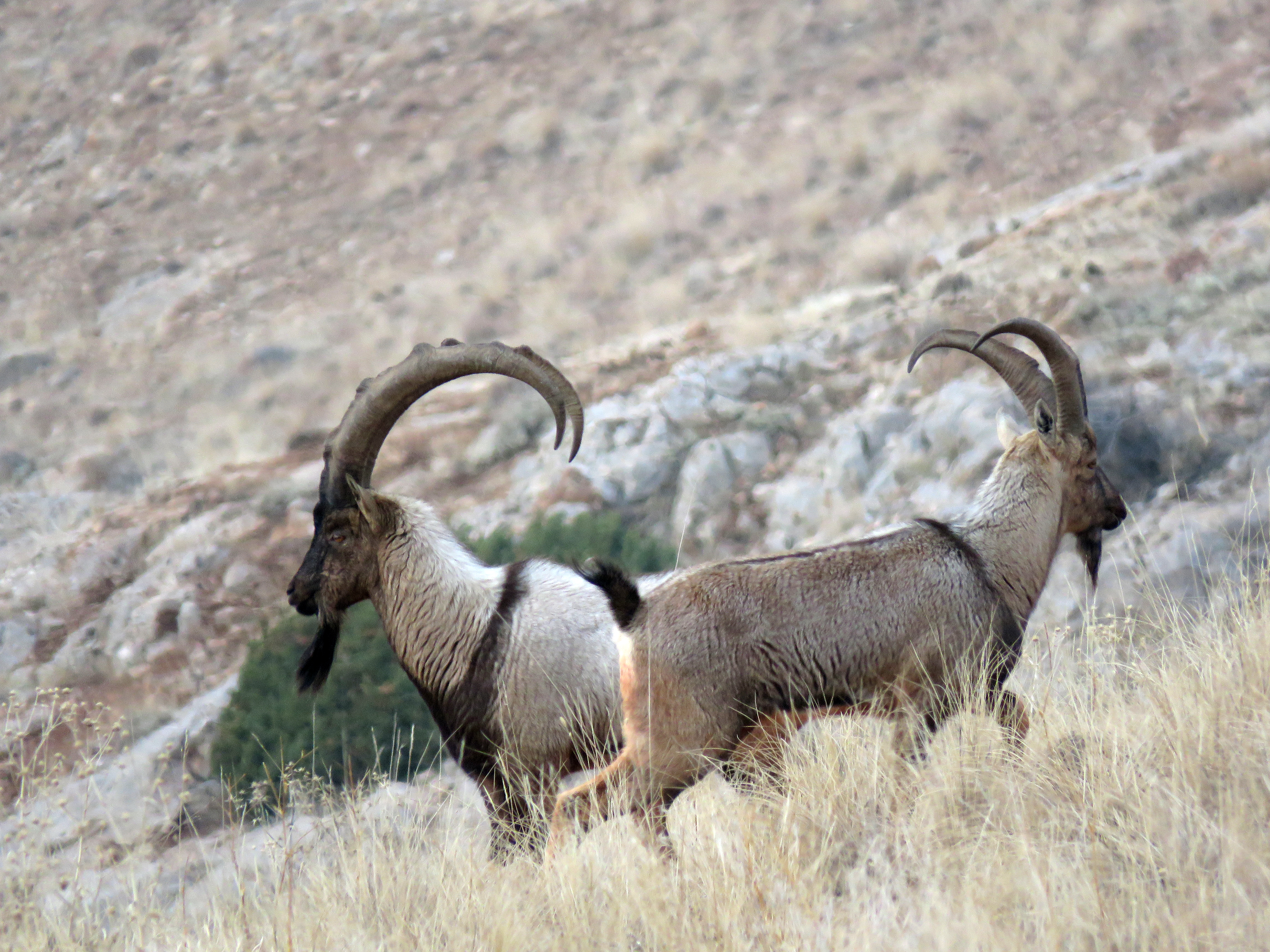
Capra aegagrus aegagrus au Haut-Karabagh.
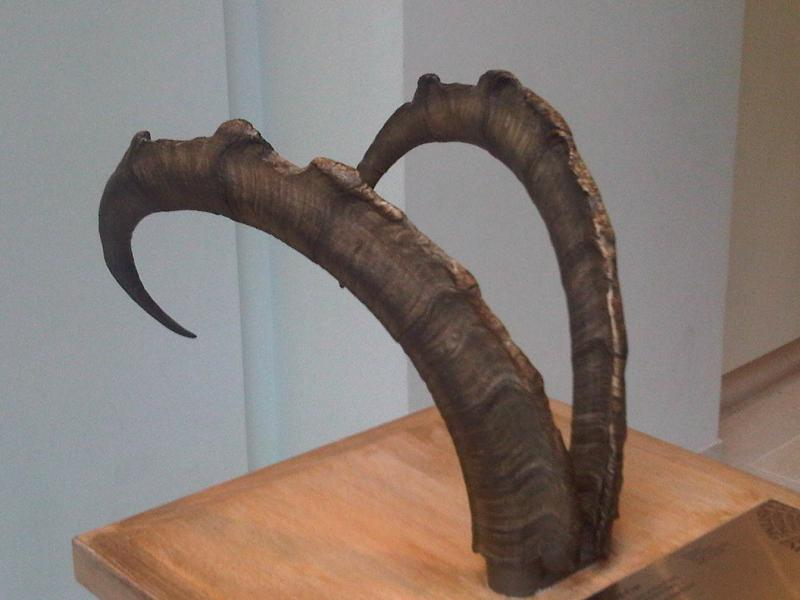
Cornes de Capra aegagrus aegagrus.

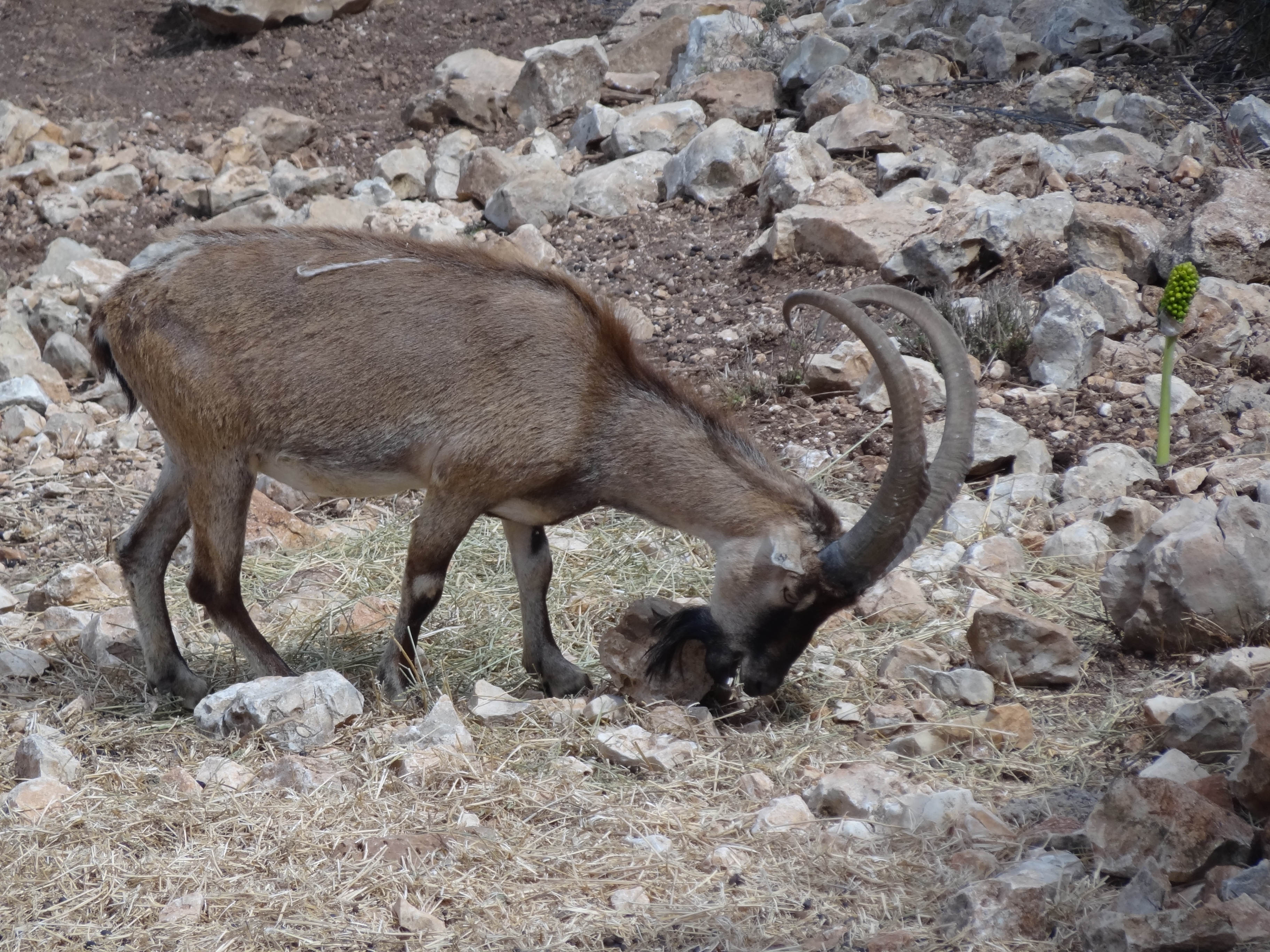
Capra aegagrus creticus.
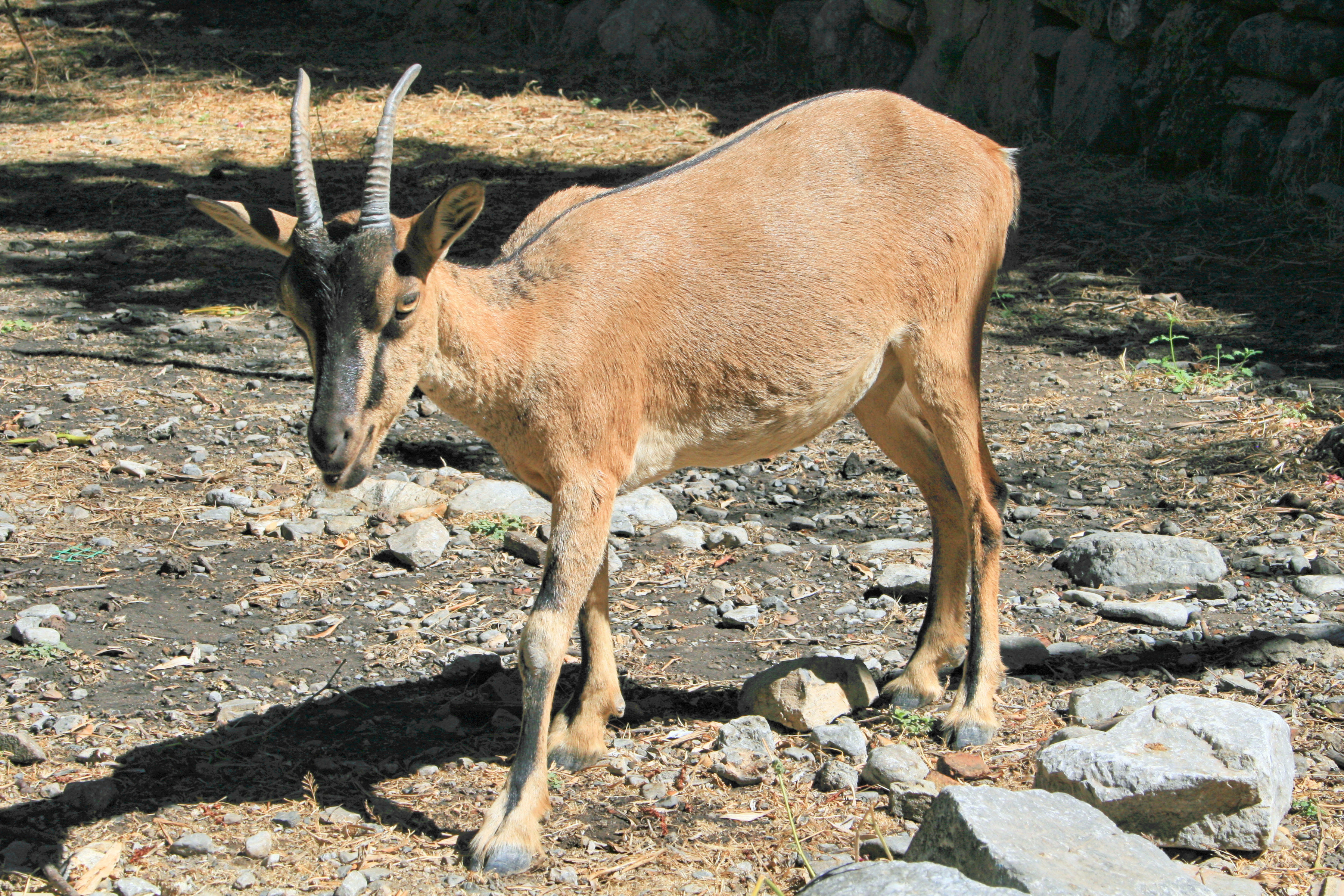
Capra aegagrus creticus en Crète.
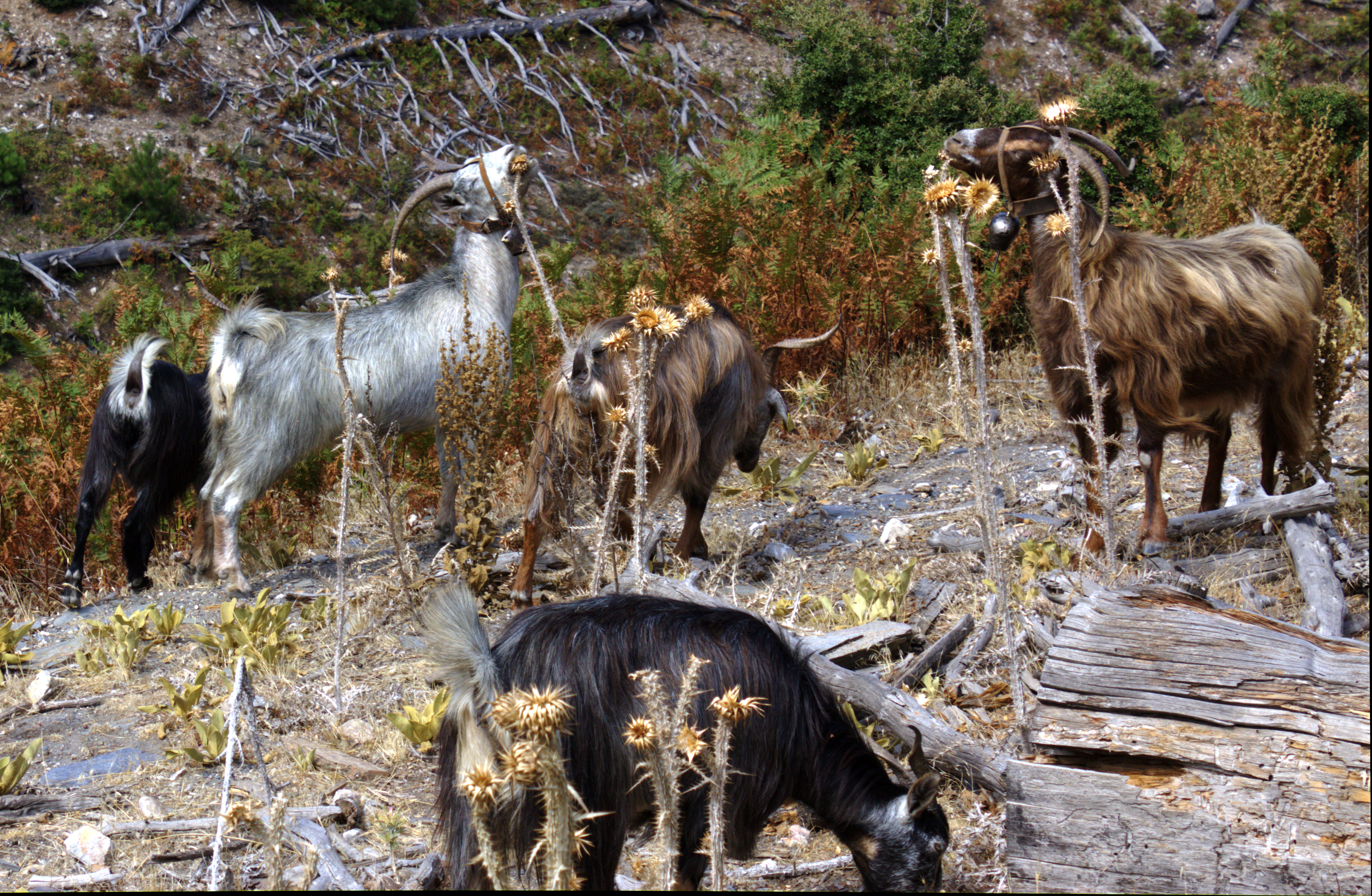
Chèvre domestique ou Capra aegagrus hircus.